# 中華民國全國運動會羽球比賽

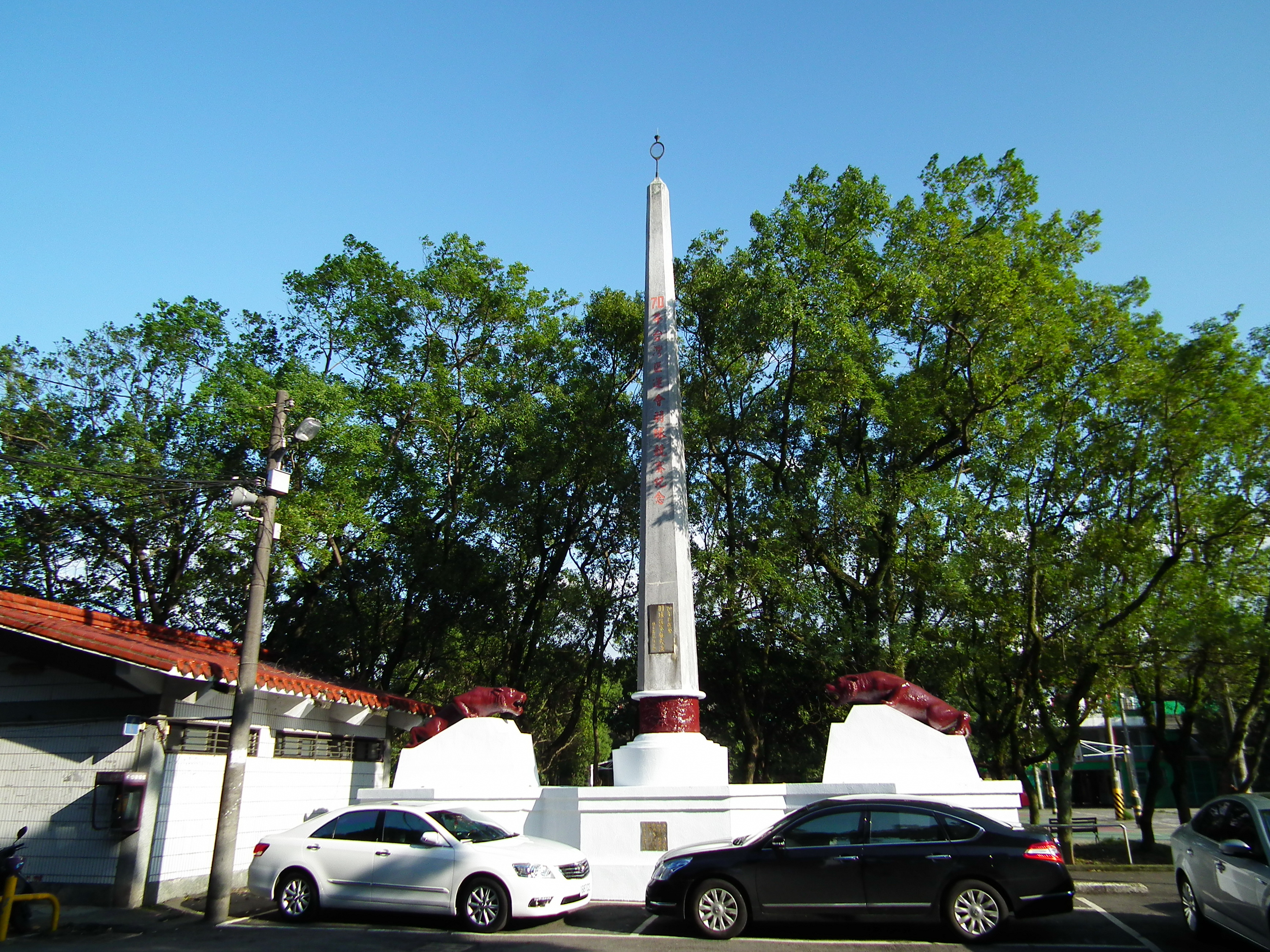
1981年台灣區運動會羽球比賽紀念碑

中華民國全國運動會羽球比賽是中華民國全國運動會的正式比賽項目，最初設立於1957年臺灣省運動會。共設有男子團體、女子團體、男子單打、女子單打、男子雙打、女子雙打、混合雙打七個項目。

## 比賽場館
| 屆份     | 年份 (民國) | 主辦城市 | 比賽場館           |
| -------- | ----------- | -------- | ------------------ |
| 第一屆   | 88          | 桃園縣   | 國立中壢高商       |
| 第二屆   | 90          | 高雄縣   | 高雄市立鳳西羽球館 |
| 第三屆   | 92          | 臺北縣   | 臺北縣立新埔國中   |
| 第四屆   | 94          | 雲林縣   | 雲林縣立西螺國中   |
| 第五屆   | 96          | 臺南市   | 臺南市立羽球館     |
| 第六屆   | 98          | 臺中市   | 國立中興大學       |
| 第七屆   | 100         | 彰化縣   | 彰化縣立體育館     |
| 第八屆   | 102         | 臺北市   | 臺北體育館         |
| 第九屆   | 104         | 高雄市   | 高雄市立新莊高中   |
| 第十屆   | 106         | 宜蘭縣   | 宜蘭運動公園體育館 |
| 第十一屆 | 108         | 桃園市   | 長庚科技大學       |
| 第十二屆 | 110         | 新北市   | 新莊體育館         |
| 第十三屆 | 112         | 臺南市   | 國立成功大學中正堂 |

## 歷屆金牌得主
| 年份 (民國) | 男子單打 | 男子單打 | 女子單打 | 女子單打 | 男子雙打      | 男子雙打 | 女子雙打      | 女子雙打 | 混合雙打      | 混合雙打 | 男子團體 | 女子團體 |
| 年份 (民國) | 選手     | 代表     | 選手     | 代表     | 選手          | 代表     | 選手          | 代表     | 選手          | 代表     | 男子團體 | 女子團體 |
| ----------- | -------- | -------- | -------- | -------- | ------------- | -------- | ------------- | -------- | ------------- | -------- | -------- | -------- |
| 88          | 陳鋒     | 高雄市   | 黃嘉琪   | 桃園縣   | 黃世忠 李松遠 | 雲林縣   | 蔡慧敏 陳儷今 | 桃園縣   | 林偉翔 陳婉茹 | 臺南縣   | 高雄市   | 桃園縣   |
| 90          | 陳鋒     | 高雄市   | 黃嘉琪   | 桃園縣   | 劉恩宏 陳欽賢 | 高雄市   | 蔡慧敏 陳儷今 | 桃園縣   | 林偉翔 陳婉茹 | 臺南縣   | 高雄市   | 桃園縣   |
| 92          | 簡佑修   | 雲林縣   | 黃嘉琪   | 桃園縣   | 林偉翔 蔡佳欣 | 臺南縣   | 程文欣 簡秀凌 | 臺北市   | 曾冠一 鄧道君 | 臺北縣   | 高雄縣   | 桃園縣   |
| 94          | 簡佑修   | 雲林縣   | 張麗瑩   | 高雄縣   | 林祐瑯 陳宏麟 | 基隆市   | 程文欣 簡秀凌 | 臺北市   | 李維仁 程文欣 | 臺北市   | 高雄市   | 桃園縣   |
| 96          | 廖晟勳   | 臺南市   | 邱翌如   | 臺中縣   | 蔡佳欣 方介民 | 臺南縣   | 簡毓瑾 洪思婕 | 高雄市   | 胡崇賢 簡毓瑾 | 高雄市   | 高雄市   | 桃園縣   |
| 98          | 薛軒億   | 高雄縣   | 白驍馬   | 桃園縣   | 陳宏麟 林祐瑯 | 林祐瑯   | 簡毓瑾 洪思婕 | 高雄市   | 吳俊緯 簡毓瑾 | 高雄市   | 高雄市   | 桃園縣   |
| 100         | 周天成   | 基隆市   | 程琪雅   | 雲林縣   | 蘇義能 吳俊緯 | 基隆市   | 姜凱心 吳芳茜 | 臺北市   | 蔡佳欣 簡秀凌 | 臺南市   | 臺南市   | 高雄市   |
| 102         | 王子維   | 臺北市   | 陳曉歡   | 高雄市   | 蔡佳欣 方介民 | 臺南市   | 程文欣 吳玓蓉 | 臺北市   | 黃主恩 程文欣 | 臺北市   | 高雄市   | 臺北市   |
| 104         | 王子維   | 臺北市   | 戴資穎   | 高雄市   | 廖敏竣 李勝木 | 臺中市   | 吳芳茜 姜凱心 | 臺北市   | 呂佳彬 王沛蓉 | 新北市   | 臺北市   | 高雄市   |
| 106         | 王子維   | 臺北市   | 唐琬貽   | 高雄市   | 李勝木 廖敏竣 | 臺中市   | 林筱閔 張淨惠 | 臺北市   | 楊博軒 楊景惇 | 臺南市   | 臺北市   | 高雄市   |
| 108         | 林祐賢   | 雲林縣   | 陳肅諭   | 桃園市   | 李芳任 李芳至 | 雲林縣   | 洪詩涵 白馭珀 | 桃園市   | 林家佑 吳玓蓉 | 臺北市   | 臺北市   | 桃園市   |
| 110         | 李佳豪   | 臺北市   | 許玟琪   | 臺北市   | 廖敏竣 林永晟 | 臺中市   | 李佳馨 鄧淳薰 | 臺北市   | 葉宏蔚 李佳馨 | 臺北市   | 臺北市   | 高雄市   |
| 112         | 王柏崴   | 澎湖縣   | 林湘緹   | 臺北市   | 張課琦 柏禮維 | 臺北市   | 張淨惠 林筱閔 | 臺北市   | 柏禮維 張淨惠 | 臺北市   | 臺北市   | 高雄市   |